# ناگایباکوو
ناگایباکوو (به لاتین: Nagaybakovo) یک منطقهٔ مسکونی در روسیه است که در باشقیرستان واقع شده‌است.